# Эзен-Пинет
Эзен-Пинет (фр. Eyzin-Pinet) — коммуна во Франции, находится в регионе Рона — Альпы. Департамент коммуны — Изер. Входит в состав кантона Вьенн-Сюд. Округ коммуны — Вьенн.
Код INSEE коммуны — 38160. Население коммуны на 2007 год составляло 1954 человека. Населённый пункт находится на высоте от 218 до 450 метров над уровнем моря. Муниципалитет расположен на расстоянии около 430 км юго-восточнее Парижа, 35 км южнее Лиона, 65 км северо-западнее Гренобля. Мэр коммуны — Jean-Claude Jars, мандат действует на протяжении 2008—2014 гг.
Динамика населения (INSEE):